# Église Saint-Hilaire de Gourgé
L'église Saint-Hilaire est une église catholique située à Gourgé, en France.

## Localisation
L'église est située dans le département français des Deux-Sèvres, sur la commune de Gourgé.

## Historique
L'édifice est classé au titre des monuments historiques en 1909.